# Флеш Гордон (серіал)
Флеш Гордон (англ. Flash Gordon) — серіал про супергероїв 1936 року. Представлений у 13 розділах, це перша екранна пригода Флеша Гордона, персонажа коміксів, створеного Алексом Реймондом 1934 року. У ньому розповідається про відвідування Гордоном планети Монго та його зустрічі зі злим імператором Міном Безжальним. Головні ролі фільму зіграли Бастер Кребб, Джин Роджерс, Чарльз Міддлтон, Прісцилла Лоусон і Френк Шеннон. 1996 рокуі Бібліотека Конгресу відібрала «Флеша Гордона» для збереження в Національному реєстрі фільмів США як «культурно, історично чи естетично значущий».

## Сюжет

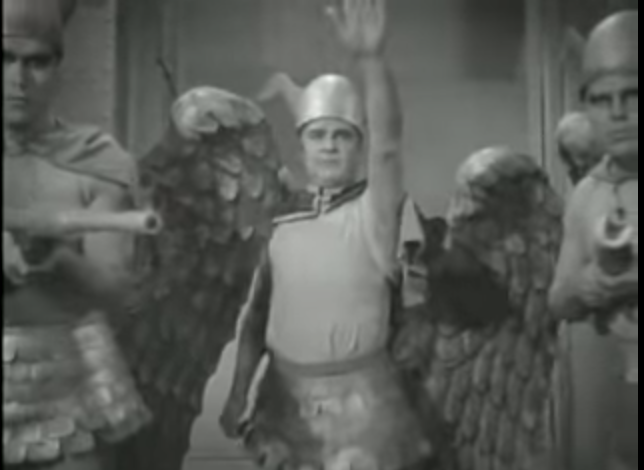
Гвардія Міна

Планета Монго знаходиться на курсі зіткнення із Землею. Доктор Алексіс Зарков вирушає на Монго на ракетному кораблі з Флешем Гордоном і Дейл Арден в якості своїх помічників. Опинившись там, вони дізнаються, що планетою править жорстокий тиран на ім'я Мін, який жадає Дейл і тому хоче, щоб Флеш бився на арені. Дочка Міна, принцеса Аура, намагається врятувати життя Флеша, бо хоче його для себе.
Аура допомагає Флешу втекти, поки Зарков працює в лабораторії Міна, а Дейл готується до свого примусового шлюбу з Міном. Однак Флеш зустрічає принца Туна, лідера Людей-Левів, і вони повертаються до палацу, щоб врятувати Дейл і вбити Міна.

## Акторський склад
- Бастер Краббе — Флеш Гордон
- Чарльз Б. Міддлтон — Мін Безжальний
- Джин Роджерс — Дейл Арден
- Прісцилла Лоусон — принцеса Аура
- Френк Шеннон — доктор Алексіс Зарков
- Річард Александер — принц Барін
- Джек Ліпсон — принц Вултан
- Теодор Лорх — другий первосвященик
- Джеймс Пірс — Принц Тун
- Герцог Йорк — король Кала
- Граф Аскам — офіцер Факел
- Лон Пофф — перший верховний жрець (не вказано)
- Річард Такер — професор Гордон
- Джордж Клівленд — професор Генслі
- Мюріель Гудспід — Зона

Примітки акторів:
- Едді Паркер виступав дублером Бастера Кребба[3].
- Креш Корріган, який пізніше знімався в інших серіалах, щоб зобразити «орангоподібного» в розділах 8 і 9 одягнув модифікований костюм горили.
- Гленн Стрендж у ролях, які не вказані в титрах, носив костюм дракона з кігтями омара «Гоко», а також з'являється як один із солдатів Міна.[4]
- Річард Александр допоміг розробити власний костюм, який включав шкіряну нагрудну пластину, пофарбовану золотом[3].
- Ранні історики кінофанів стверджували, що актор Лон Пофф, який грав першого з двох верховних жерців Міна, помер незабаром після початку зйомок і його замінив Теодор Лорх. Насправді, однак, помер лише персонаж Поффа, точніше був убитий Міном в акті люті і замінений верховним жерцем Лорха, але цю сцену вирізали з остаточного варіанту фільму. Пофф помер лише у 1952 році.

## Виробництво

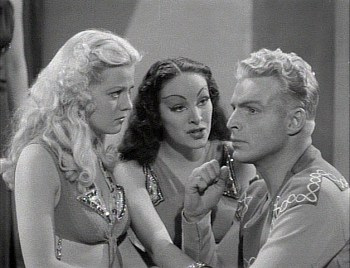
Дейл Арден, принцеса Аура та Флеш Гордон

- За словами Гармона та Ґлута, бюджет «Флеша Гордона» становив понад мільйон доларів[3]. Стедман, однак, пише, що це «за повідомленнями» 350 000 доларів США (що еквівалентно 7,7 мільйона доларів США у 2023 році)[5][6].
- Багато реквізиту та інших елементів у фільмі були перероблені з попередніх виробництв Universal. Комплекти сторожової вежі, використані у «Франкенштейні» (1931), знову з'являються як кілька інтер'єрів у палаці Міна. Одна з великих єгипетських статуй у фільмі «Мумія» (1932) є ідолом Великого Бога Тао. Лабораторний набір і знімок Місяця, що проноситься повз ракетний корабель Заркова, що повертається з космосу, взяті з «Невидимого променя» (1936). Ракетний корабель Заркова та сцени танцюристів, що кидаються над гігантським ідолом, були повторно використані у фільмі «Тільки уявіть» (1930). Атака Мінга на Землю — це кадри зі старої німої кінохроніки, а цілий фрагмент танцю — з «Опівнічного сонця» (1927), а частина лабораторного обладнання — з «Нареченої Франкенштейна» (1935). Музика також була перероблена з кількох інших фільмів, зокрема «Наречена Франкенштейна», «Бомбейська пошта», «Чорний кіт» (обидва 1934), «Лондонський перевертень» (1935)[3] і «Людина-невидимка» (1933)[6].
- Щоб більше виглядати як Флеш Гордон із коміксів, Креб пофарбував волосся в білий колір. Повідомляється, що він був дуже сором'язливий щодо цього і постійно тримав капелюх на публіці, навіть у присутності жінок. Йому не подобалося, як чоловіки його засвистують. Джин Роджерс перед зйомками також пофарбувала волосся в білий колір «мабуть, щоб скористатися популярністю Джин Гарлоу». Обоє акторів від природи були брюнетами.
- За довідкою Джим Гармон і Дональд Глут «Великі кіносеріали: Їхнє звучання та лють» (1973), грим і костюми Міна були розроблені так, щоб нагадувати Фу Манчу, вигаданого «суперлиходія», популяризованого в попередніх голлівудських фільмах і в серії романів. вперше опубліковано в Англії 1913 року.[3][7]
- Зовнішні кадри, такі як перші кроки екіпажу Землі на Монго, були зняті в каньйоні Бронсон[3].
- Музична партитура побудована навколо симфонічної поеми «Прелюдії» композитора і піаніста XIX століття Ференца Ліста (1811—1886).

## Поширення та прийом
Випустивши «Флеша Гордона» і представивши його в багатьох найкращих кінотеатрах або кінотеатрах «А-рівня» у великих містах Сполучених Штатів, Universal сподівалася повернути дорослу аудиторію для серіалів. Кілька газет у 1936 році, включно з деякими, які навіть не друкували комікси про Флеша Гордона, містили історії про фільм на половину та три чверті сторінки, а також копії малюнків Реймонда та рекламні кадри, на яких висвітлювалися персонажі та сюжети розділів.
Фільм став першим відверто науково-фантастичним серіалом, хоча попередні серіали містили науково-фантастичні елементи, такі як гаджети. Шість з чотирнадцяти серіалів, випущених протягом п'яти років після «Флеша Гордона», були науково-фантастичними.
Для синдикації на телебаченні в 1950-х роках серіал було перейменовано в «Космічні солдати», щоб не плутати його з нещодавно створеним, також синдикованим телесеріалом, «Флеш Гордон».
1936 року серійний фільм був змонтований у 72-хвилинну повнометражну версію, яка демонструвалася лише за кордоном, поки 1949 року не була випущена в США як «Ракетний корабель» у компанією Шермана С. Креллберга Filmcraft Pictures.
Інша повнометражна версія серіалу, тривалістю 90 хвилин, була продана безпосередньо телебаченню в 1966 році під назвою «Космічний корабель до невідомого» .
«Флеш Гордон» був другим найкасовішим фільмом Universal у 1936 році після мюзиклу «Три розумниці» з Діанною Дурбін у головній ролі. «Кодекс Гейза», однак, заперечив проти відвертих костюмів, які носили Дейл, Аура та інші жіночі персонажі. У відповідь на ці заперечення у двох продовженнях фільму Universal розробив більш скромні вбрання для жінок-виконавиць.
У своїй рецензії на фільм у довіднику «Путівник фільмами Radio Times» за 2015 рік Алан Джонс описує «Флеша Гордона» як «безперервну хвилюючу гру, коли Флеш бореться з одним ворогом за іншим», і він стверджує, що це «найкращий з трилогії Краббе про Флеша Гордона».

## Продовження
Два продовження «Флеша Гордона», також у вигляді серіалу з Бастером Краббом у головній ролі, з'явилися після популярної постановки 1936 року: «Подорож Флеша Гордона на Марс» (15 серій) у 1938 році та «Флеш Ґордон підкорює Всесвіт» (12 серій) у 1940 році. Між виходом цих двох пізніших постановок Краббе знявся в абсолютно окремому, але схожому за структурою науково-фантастичному серіалі «Бак Роджерс», що зображав ще одного популярного персонажа, який також з'являвся в журналах, коміксах і на радіо наприкінці 1920-х і 1930-х років.